# メダル

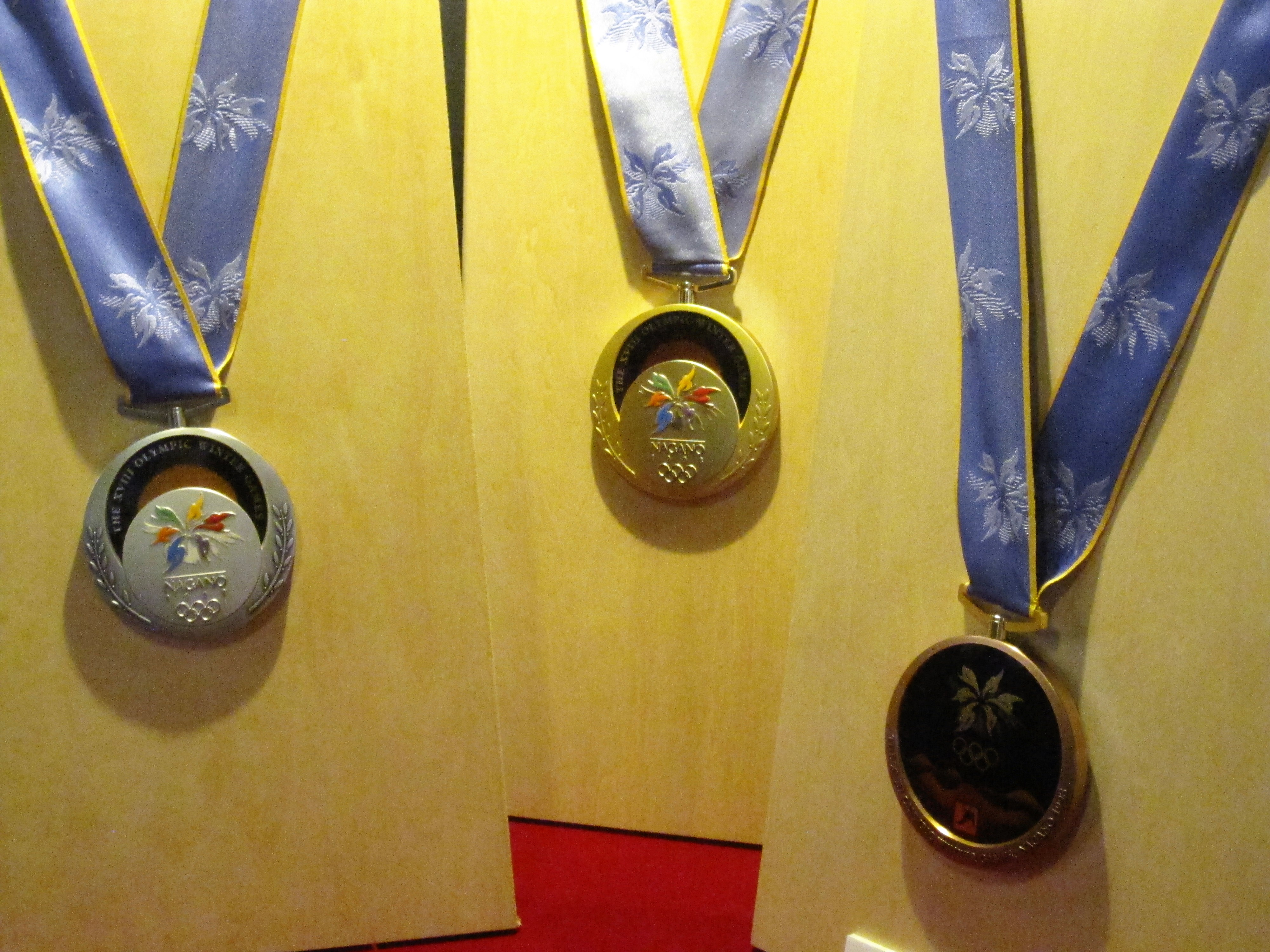
1998年長野オリンピックのメダル

メダル (medal) は、直径数センチ大の金属の延べ板に、業績や事績の記念などの目的で、何らかの意匠を刻印したものをいう。
ただし、通貨として利用される貨幣（硬貨・コイン）は含まれない。
メダルの形状は円形のものが一般的であるが、四角形や星形など円形以外の形状のものもある。また、単に形状が印刷されただけの物も有る。
メダイユ、メダイ（フランス語のmedailleなど）とも。

## 概要
メダルは、板に何らかの意匠を施したものである。金属製で円形のものが一般的であるが、金属以外の材料や円形以外の形状にデザインされることもある。
コイン（硬貨）は、貴金属を通貨として利用する上で、ニセ金貨（→偽札）など公正性を欠くようなものが出回るのを予防する観点から、意匠が凝らされる。
メダルの場合は、褒賞として与えられる記念品（表彰）であることから、元来の意味からすれば、鋳潰して貴金属の資源的価値に還元される必要も無い。
このため、メダルの意匠は、偽造防止を目的としたコインの意匠とは異なり、賞を記念した、独自の意匠が凝らされるのが常である。
また、貴金属以外に、卑金属にめっきをして見栄えがするようにされたものも多く、この他にもリボンなどで装飾されたものが見られる。
商品や認定などでメダルが与えられる場合、実物は無く、単に意匠が印刷されただけの場合も有る。

## スポーツにおけるメダル
現代、特に日本においてメダルと呼ぶ場合は、中でもスポーツなどの競技で勝利選手、優秀選手を表彰して贈られる各メダルのことを指す。団体競技の場合、トロフィー及び優勝旗・準優勝旗は「チーム」にひとつだけ授与され、また次回中央大会で返還しなければならない持ち回り、優勝盾は当該チームに、メダルは構成選手全員に贈呈されるが、メダルの獲得数は「一個」と計算される。通例、優勝者に金メダル、準優勝者に銀メダル、第3位の選手に銅メダルが授与され、受賞者はメダリストと呼ばれる。ただし第1回近代オリンピックでは優勝者に銀メダル、準優勝者に銅メダルが贈られた。
その性質上、“メダリスト”の呼称に見られるように、メダルを受けることはそれぞれの競技の世界における強力なステータスとして一般に認識されている。ゆえにメダル獲得を第一とするプレイを行う選手が後を絶たない。一方そういった勝利至上主義の競技姿勢は、スポーツの本来の理念（→スポーツマンシップ）に反するとして、しばしば批判の対象にされる。

### 上記以外のメダルの運用

#### 優勝者のみに授与
- 全米ゴルフ協会主催競技の優勝者に金メダル。なお全米オープンではジャック・ニクラス金メダル、全米女子オープンではミッキー・ライト金メダルが授与される。囲碁の棋聖挑戦手合勝者には棋聖大賞メダルが贈呈される。

#### 2位までに授与
- UEFA欧州選手権は制度上3位決定戦がないので銅メダルがない。表彰対象は準優勝まで。

#### 4位にも授与
- FIFAワールドカップで4位チーム（3位決定戦敗退）にも銅メダルが授与されたことがある。
- 全米フィギュアスケート選手権は、4位までがメダル授与対象となる。4位選手には錫メダルが授与される。

#### 全ての順位に授与
- 東京マラソンなど主要マラソン大会では、完走者にメダルを授与する。

## 軍隊におけるメダル

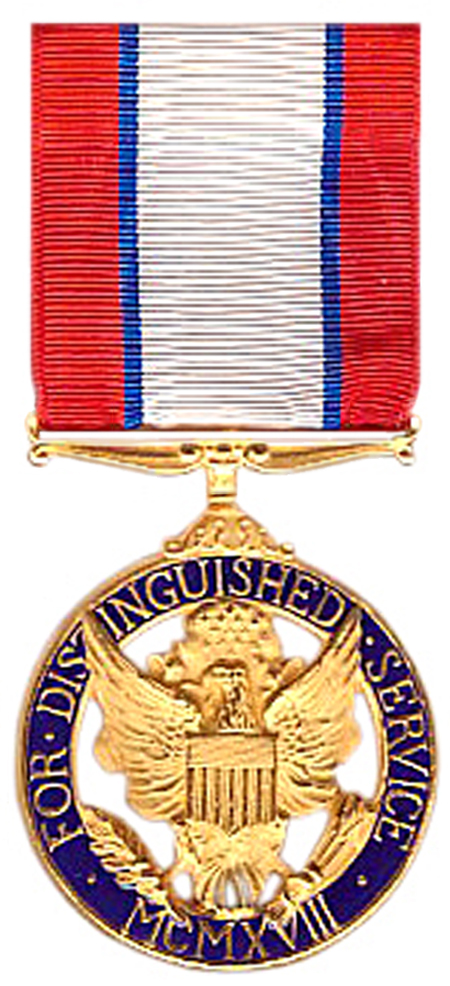
アメリカ陸軍のメダル

勲章、従軍記章の事を英語で「medal」と呼ぶ、著しい軍功をあげた・軍に功績のあった人物を表彰するためのものである。「medal」は日本語で一般的に「記章」や「褒章」、「メダル」などと呼称されるが、通常勲章などをメダルとは言わない。こちらは「order」と呼ばれる。
勲章までに至らない、若しくは記念等ではチャレンジコインが用いられる。

## 学術におけるメダル
学術研究などにおいて、ある分野で著しい功績があった研究者・技術者に対して授与するものがある。その分野の有名な研究者の名前を冠していることが多い。生物学におけるダーウィン・メダルや、電気電子工学分野でのエジソンメダルが有名である。ベンジャミン・フランクリン・メダル (フランクリン協会)のように、複数の分野を対象としたものも存在する。
メダル名に人名を冠する場合、一般的にその分野での著名な研究者の名前を採用する。また、死後にそのメダルが創設される場合が多い。しかしロスビー研究メダルのように、生前から研究者（この場合カール＝グスタフ・ロスビー）の名前を冠したメダルが作られることもある。
ノーベル賞やフィールズ賞などといった著名な賞においてもメダルが授与されている。

### 学術におけるメダルの一覧
- IEEEメダル
  - IEEEアレクサンダー・グラハム・ベル・メダル
  - IEEE ジュンイチ・ニシザワメダル
  - エジソンメダル
  - ハミングメダル
  - フォン・ノイマンメダル
- 王立協会メダル
  - ロイヤル・メダル
  - コプリ・メダル
  - ダーウィン・メダル
  - デービーメダル
  - ヒューズ・メダル
  - シルヴェスター・メダル
  - ランフォード・メダル
  - リーバーヒューム・メダル
- 地理学の賞
  - ヴィクトリア・メダル (地理学)
  - 金メダル (王立地理学会)
  - チャールズ・P・デイリー・メダル
  - ハバード・メダル
- 建築の賞
  - AIAゴールドメダル
  - UIAゴールドメダル
  - RIBAゴールドメダル
- 地球科学の賞
  - ウィリアム・ボウイ・メダル
  - スヴェルドラップ金メダル
  - プレストウィッチ・メダル
  - ビグスビー・メダル
  - ペンローズ・メダル
  - ボイス・バロット・メダル
  - マーチソン・メダル
  - ライエル・メダル
  - ロモノーソフ金メダル
- 生物学の賞
  - ヴィーチ記念メダル
  - ダーウィン＝ウォレス・メダル
  - リンネ・メダル
  - レーウェンフック・メダル
- 天文学の賞
  - 王立天文学会ゴールドメダル
  - カール・シュヴァルツシルト・メダル
  - ジェームズ・クレイグ・ワトソン・メダル
  - ジャクソン＝グウィルト・メダル
  - ハーシェル・メダル
  - ブルース・メダル
  - ヘンリー・ドレイパー・メダル
  - レオナード・メダル
- 数学の賞
  - カントール・メダル
  - ド・モルガン・メダル
- 物理学の賞
  - エルステッド・メダル
  - ジュリアーノ・プレパラータ・メダル
  - マックス・プランク・メダル
  - マテウチ・メダル
  - ラザフォードメダル賞
  - ローレンツメダル
- 複数の分野を対象とする科学技術の賞
  - ジョージ・サートン・メダル
  - ベンジャミン・フランクリン・メダル (フランクリン協会)
  - フランクリン・メダル

## 人道的活動におけるメダル
- オットー・ハーン平和メダル

## 宗教におけるメダル

メダイの１つ「不思議のメダイ」

カトリック教会のロザリオには中心部分にメダイ（メダル）を連結させているものも多い。聖母の出現により製作された「不思議のメダイ」をはじめ聖ベネディクトのメダイ、ルルドの聖母と聖ベルナデッタのメダイなど、様々なものがある。メダリオン、メダリオなどとも呼ばれる。
ミッションスクールでは、華美な装飾品は禁止されていることが殆どであるが、メダイ（おメダイとも呼ばれる）ならば、身につけることが許されることもある。これにはキリストや聖母マリアなどがデザインされている。

## トークンとしての利用

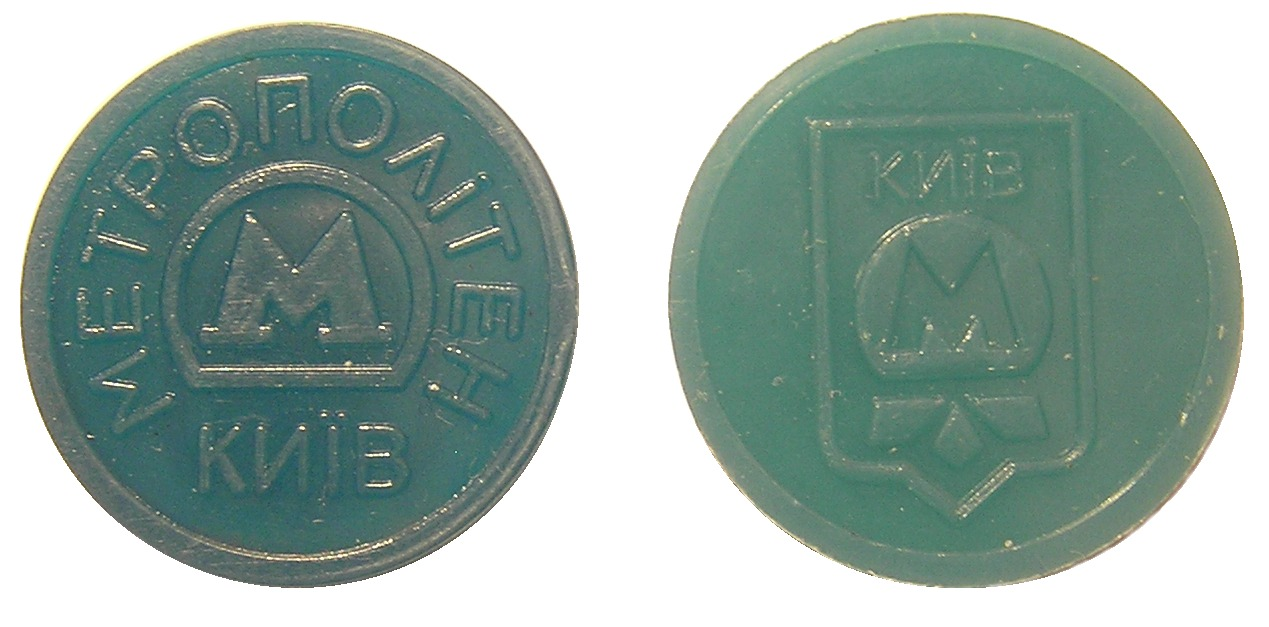
ロシア 地下鉄乗車券のトークン

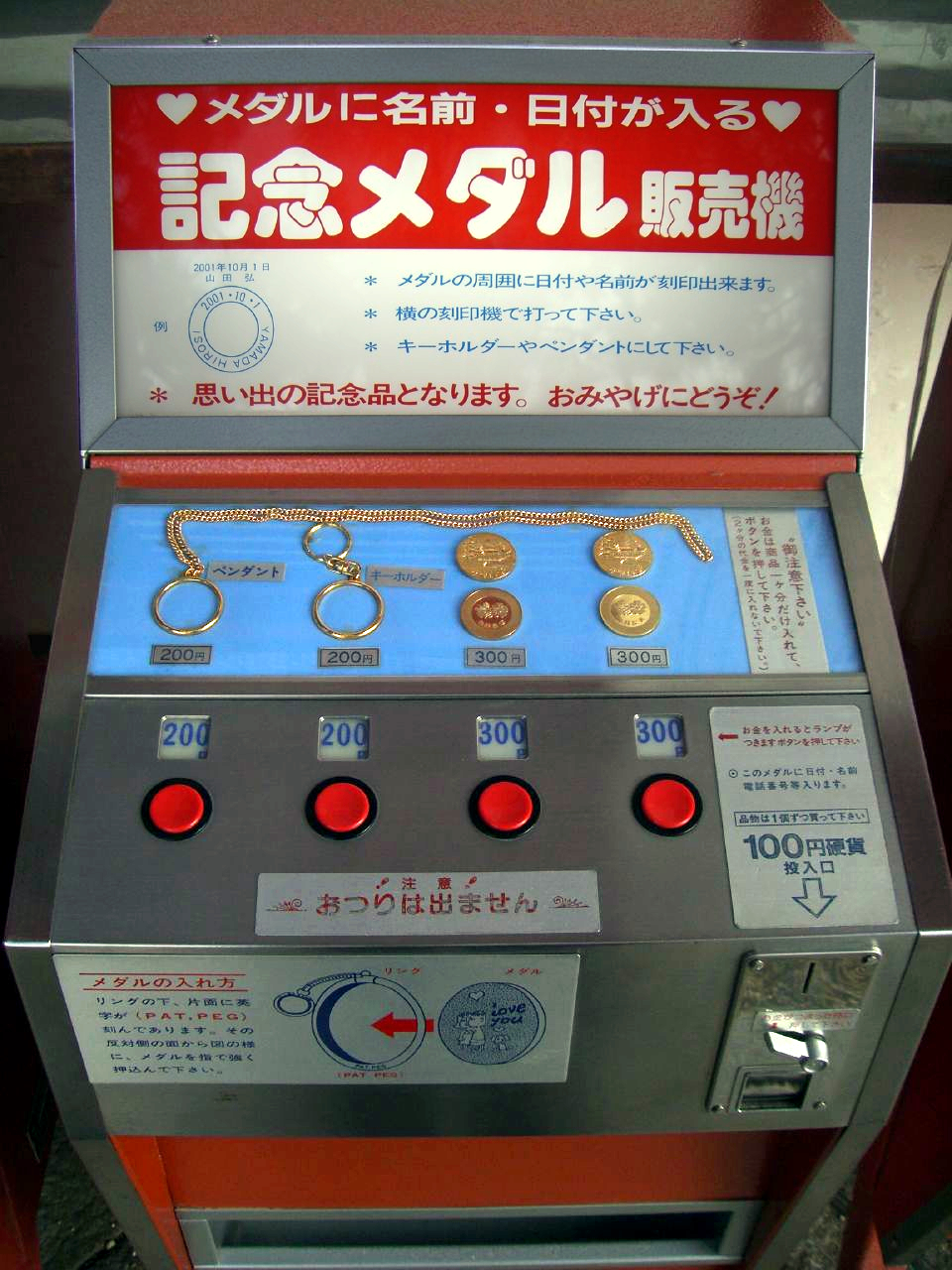
記念メダル販売機（茶平工業）

記念・表彰メダル以外にも、擬似的な硬貨（代用貨幣）、いわば硬貨の形態を取ったチケットとして利用される場合がある。
日本では、ゲームセンターのメダルゲームやライブハウスのドリンクチケット、パチスロなどにおいて、硬貨を模したものとして利用される。
サイズは、取り扱いのし易さから、直径25 - 30mm程度が多いが、勿論、それより大きいものや小さいものもある。
海外では、一部の公共交通機関や遊戯施設（ゲームセンター）において、硬貨やチケットの代替として、硬貨程度のサイズのメダルが利用される。
英語圏では、この様な一種のチケットとしての役割を持つメダルは、トークン（→代用貨幣）と呼ばれる。
カジノなどのギャンブルで使われる物はメダルとは呼ばずに「チップ」と呼ばれる（英語ではcasino tokenである）。
日本のカタカナ語としての「コイン」は硬貨を含め、上記のメダルやトークンという意味で使われる。
なお、英語のcoinは硬貨という意味であり、トークン類を示す意味で使うのは明白な誤用である。